# 甲子園 (福山雅治の曲)
「甲子園」（こうしえん）は、日本のシンガーソングライター、福山雅治が2018年に発表した楽曲である。

## 解説
本曲は、2018年に開催される『全国高等学校野球選手権大会』（夏の甲子園大会）が記念すべき100回目を数えるという節目の大会となることから、大会を中継放送する日本放送協会（NHK）が『日本人のアイデンティティーを認識させてくれる高校野球について、すべての人々と思いを共有し、次の世代にも繋げていきたい』として、2018年度の夏の甲子園大会の中継放送を行うに当たり、同協会史上初となるテーマソング製作を発案することとなった。
日本放送協会では、楽曲製作についてどのアーティストに依頼するか検討を重ねた結果、“故郷への想い” “頑張っている人へのエール” “家族への愛”などをテーマにした楽曲が多く、『高校野球を通して日本人へ伝えたいこと、そんな思いを曲にしてくれる』人物として福山雅治に楽曲製作を依頼することとなった。
福山は本曲製作に当たり、「甲子園でしか表現することが出来ない感動や青春の輝きを僕なりに表現したい」として、「高校野球100年のつながりが100年後も続いて欲しい」との思いを込めたことを語っている。また、中学生時代に吹奏楽部で部長を務めていたという福山は、学生時代に「甲子園のアルプススタンドで応援するブラスバンド部を“これこそがブラスバンドの檜舞台だ！”と憧れの眼差しで見ていた」とのことで、甲子園という場所でひたむきに戦う球児に向けてだけではなく、彼らを応援するすべての人に向け楽曲を制作したという。そのため、ミュージックビデオ（MV）制作にあたって「ブラスバンド部の学生達と共に撮影したい」と福山からの提案により企画され、京都橘高等学校、関西学院高等部、甲子園学院高等学校、武庫川女子大学附属高等学校、仁川学院高等学校の5校の総勢300名を超える学生たちと共に阪神甲子園球場で撮影された。
日本放送協会では、本曲のMVについて、NHKオフィシャルバージョンと、ブラスバンドメイキングバージョンの二種類を特設サイトにて公開している。
2018年8月27日に配信リリース。ジャケットには小学校で町内のソフトボールチームに所属していた頃の福山のユニフォーム姿の写真が採用された。この写真について福山は「甲子園という場所は多くの人の憧れの場所ですが、『憧れは形を変えて叶うこともある』という僕の実体験から、この写真をジャケットに選びました」とコメントしている。
同大会以降NHKの高校野球中継のエンディングに採用され、春の大会入場行進曲、夏の大会歌栄冠は君に輝くに代わる学校・ふるさと紹介のBGMとしても使用されたが、2021年夏はふるさと紹介のBGMが栄冠は君に輝くに戻され、エンディングのみの使用となった。また、2023年春は、連続テレビ小説『舞いあがれ!』主題歌の『アイラブユー』（back number）をハイライトやエンディングで使用していた（入場行進曲に選ばれたため）。